# Pál első levele a korinthosziakhoz

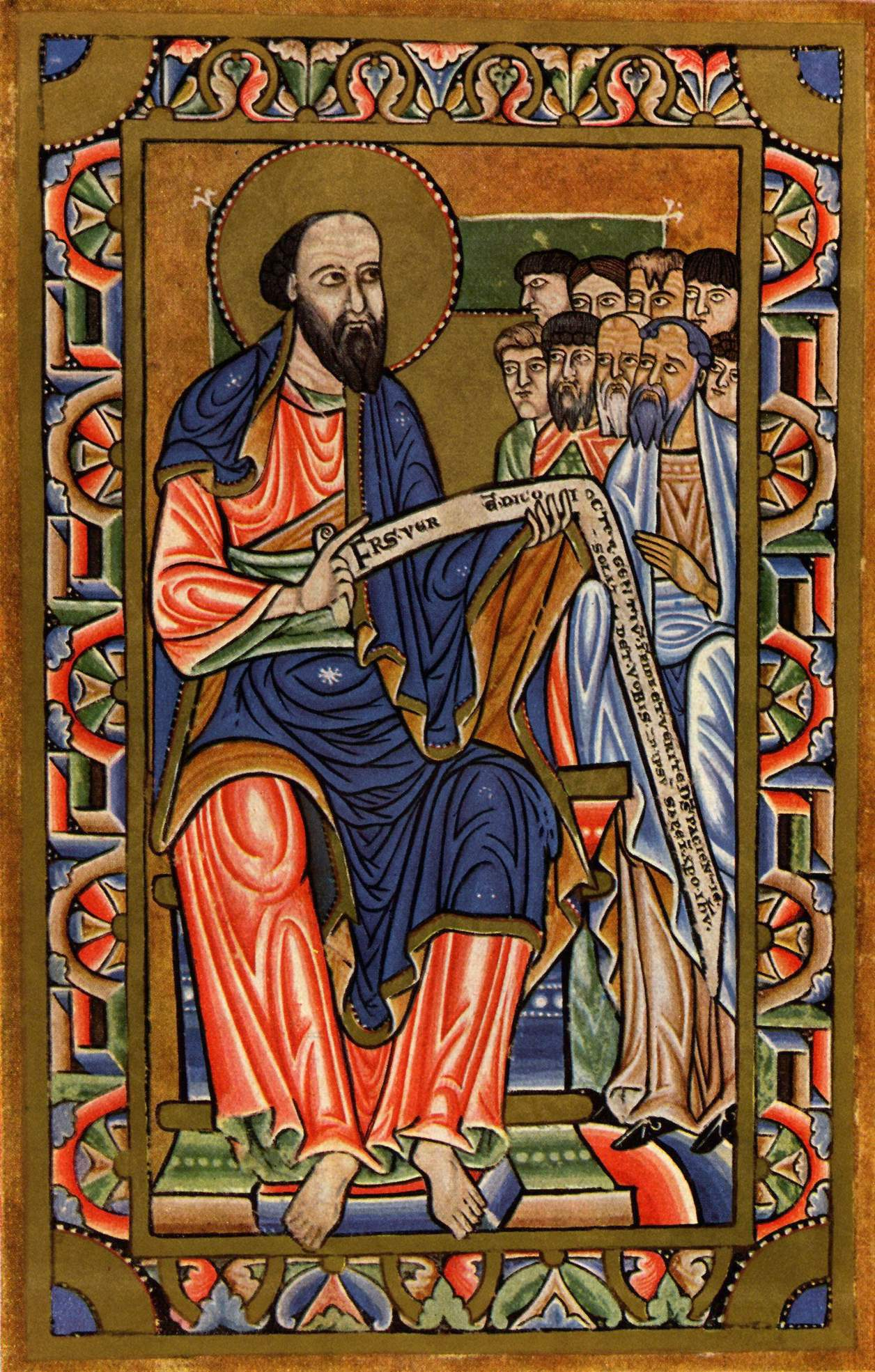
Halberstadti mester: Szent Pál tanít

Pál első levele a korinthosziakhoz a Biblia újszövetségi iratainak részét képező, feltehetőleg Kr. u. 53-54 körül keletkezett görög nyelvű ókeresztény irat, az újszövetségi kánonban az apostoli levelek egyike.

## A levél címzése, szerzője
A levél szerzője minden bizonnyal Pál apostol, aki azt Epheszoszban irta.

## A levél tartalma
A levél tárgyalt témái az egyházszakadásoktól való intés, az anyagiasság, a paráznaság elkerülésére való intés, a gyülekezet viselkedése, az Istentől való természetfeletti, karizmatikus, szellemi ajándékokról szóló tanítás, szokásokhoz korábbi, vallási gyakorlatokhoz való helyes viszonyulásig, a legkülönfélébb témákat érinti.
Irodalmi stílusában a logika, szarkazmus, kérlelés, feddés, költészet, elbeszélés egyaránt megtalálható.

### A levél szerkezete
I. Üdvözlés (1,1 – 1,9)

II. Utalás a Khloé embereitől kapott információkra (1,10 – 6,20)

1–3. Intés az emberek, tanítók melletti pártoskodás, szakadások miatt „én Pálé vagyok, én meg Apollósé”
2. a megfeszített Krisztus hirdetése
5. a paráznaság gyülekezeten belül való tolerálásának bírálata (5,1–5,13)
6. a pereskedés gyülekezeten belül való jelenlétének bírálata (6,1–6,11)
A paráznaság kerülésére való buzdítás (6,12–6,20)
III. Válaszok a Korinthusi egyházat érintő gyakorlati kérdésekre (7,1–16,9)

7. Házasság, válás (7,1–24)
Hajadonság (7,25–40)
8. Bálványáldozati hús evése, tolerancia, mások lelkiismeretének tiszteletben tartása (8,–8,11)
10. Bálványáldozat és Isten (10,1–22)
Bálványáldozat és másokhoz való viszony (10,23–1 1,1)
11. Istentisztelet (11,2–11,34)
Külsőségekre vonatkozó hagyományok jelentőségének elvetése (asszonyok fejének befedése stb.) (11,2-16)
Az úrvacsora, és az egyház (a testvérek közösségének) megbecsülésére, szegénysegítésre való intés (11,17–34)
12. Különféle szellemi ajándékok. (12,1–12,11)
Az egyház Krisztus teste, a tagok a „test részei”, melyeknek kölcsönösen szükségük van egymásra (12,12–30)
13. A szeretet mint legfontosabb szellemi ajándék előnyben részesítésre való buzdítás a karizmatikus lelki ajándékokkal szemben, kiemelten a nyelveken szólással szemben. (13.1–13.8) – A szeretet himnusza:

„
Szóljak bár emberek vagy angyalok nyelvén, 
Ha szeretet nincs bennem, 
Csak zengő érc vagyok vagy pengő cimbalom. 
Legyen bár prófétáló tehetségem, 
Ismerjem bár az összes titkokat és minden tudományt, 
Legyen akkora hitem, hogy hegyeket mozgassak, 
Ha szeretet nincs bennem, 
Mit sem érek. 
Osszam el bár egész vagyonom a szegényeknek 
S vessem oda testem, hogy elégessenek, 
Ha szeretet nincs bennem, 
Mit sem használ nekem. 
A szeretet türelmes, a szeretet jóságos, 
A szeretet nem féltékeny, 
Nem kérkedik, nem gőgösködik, 
Nem tapintatlan, nem keresi a maga hasznát, 
Haragra nem gerjed, a rosszat föl nem rója, 
Nem örül a gonoszságnak, 
De együtt örül az igazsággal. 
Mindent eltűr, mindent elhisz, 
Mindent remél, mindent elvisel. 
A szeretet soha el nem múlik. 
A prófétálás megszűnik, 
A nyelvek elhallgatnak, 
A tudomány elenyészik. 
Tudásunk csak töredékes, 
Töredékes a prófétálásunk is. 
Mikor azonban eljön a beteljesedés, 
Ami töredékes, véget ér. 
Amikor még gyermek voltam, úgy beszéltem, mint a gyermek, 
Úgy gondolkodtam, mint a gyermek, úgy itéltem, mint a gyermek. 
De mikor férfivá nőttem, elhagytam a gyermek szokásait. 
Ma még csak tükörben, homályosan látunk, 
Akkor majd színről-színre. 
Most csak töredékes a tudásom, 
Akkor majd úgy ismerek, 
Ahogy én is ismert vagyok. 
Most megmarad a hit, remény, szeretet, 
Ez a három, 
De köztük a legnagyobb a szeretet.”

15. A test feltámadása (15,1 – 58)
16. Az adakozás rendje (16,1 – 9)
IV. Befejező rész, Záró üdvözlések (16,10 – 16.24)

## Földrajzi és kulturális háttérinformációk

### Korinthosz
Korinthosz (latinos-magyarosan Korinthus) kikötőváros a görög Peloponnészoszi-félsziget legjelentősebb települése volt. Ennek legfőbb oka kedvező földrajzi fekvésében rejlett. Intenzív kereskedelmi tevékenység központjaként vonzotta a kereskedőket, befektetőket, valamint, hozzájárult az ipar fellendüléséhez is. Hellenista város volt, amelyben több különféle származású nemzet, különféle vallások, és kultúrák képviseltették magukat. Az antik világnak megfelelően, a vallási, kulturális, gazdasági élet központja a fórum volt.
Pál második missziós útja során tanította az evangéliumot Korinthoszban, és ekkor alapította meg ott az egyház egyik gyülekezetét. A város híres volt a bálványimádásról és az erkölcstelenségről, ezért Pál aggódott amiatt, hogy vajon az egyháztagok ki tudnak-e tartani Jézus tanításai mellett.

## Levelezés a korinthosziakkal
Pál legalább három levelet írt a korinthoszi egyháztagoknak (1 Kor 1: 1–2, 5: 9; 2 Kor. 1: 1), akik azért írtak neki, hogy segítséget kérjenek egyházi tanok és szokások tekintetében. Az 1Korinthosz Pál válasza az egyik levelükre. Kr. u. 54-ben íródhatott, amikor Pál Epheszoszban tartózkodott.